# Simona Klemenčič
Simona Klemenčič, slovenska jezikoslovka, pisateljica, pedagoginja in prevajalka, * 27. junij 1971, Celje.
Simona Klemenčič je avtorica antiutopičnega romana Hiša brez ogledal. 

## Delo
Simona Klemenčič je diplomirala iz primerjalnega slovanskega jezikoslovja in primerjalnega indoevropskega jezikoslovja na Filozofski fakulteti Univerze v Ljubljani. Leta 2005 je doktorirala iz primerjalnega jezikoslovja. 
Od leta 2000 je zaposlena kot etimologinja na Oddelku za etimologijo in onomastiko ter na Oddelku za leksikologijo Inštituta za slovenski jezik Frana Ramovša pri Znanstvenoraziskovalnem centru Slovenske akademije znanosti in umetnosti, kjer med drugim izdeluje etimološke osvetlitve, objavljene na portalu Fran.
Je pobudnica in vodja slovenske akcije Beseda leta.
Pri organizaciji Mednarodne lingvistične olimpijade dela kot predstavnica za stike z javnostmi. Slovenska ekipa pod njenim mentorstvom je leta 2019 v Koreji osvojila prvo mesto na svetovni lingvistični olimpijadi. 
Med letoma 1999 in 2024 je sodelovala na Oddeleku za primerjalno in splošno jezikoslovje na Filozofski fakulteti v Ljubljani.  
Na Jagelonski univerzi v Krakovu, kjer je bila v času študija študentka, je delala kot lektorica za slovenščino.

## Izbrana bibliografija

### Znanstveno delo
- 2012. Spisovnik primerjalnega jezikoslovca : navodila za izdelavo seminarskih, diplomskih in magistrskih del. Ljubljana: Znanstvena založba Filozofske fakultete. 165 str. (COBISS)
- 2013. Pregled indoevropskih jezikov. 2. natis. Ljubljana: Znanstvena založba Filozofske fakultete. 168 str. (COBISS)
- 2015. Esperanto : intenzivni 30-urni tečaj jezika esperanto. Ljubljana: Zveza za tehnično kulturo Slovenije in Založba ZRC. 239 str. (COBISS)

### Roman
- Hiša brez ogledal. Maribor: Litera, 2022. (COBISS)

### Prevajalka
- 2022. Grzegorz Kwiatkowski: Žetev. Ljubljana: Ljubljana : Založba ZRC. 39 str. (COBISS)
- 2024. Grzegorz Kwiatkowski: Brez orkestra. Ljubljana: Ljubljana : Založba ZRC. 73 str. (COBISS)